# Adamivka, Krînîcikî
Adamivka (în ucraineană Адамівка) este localitatea de reședință a comunei Adamivka din raionul Krînîcikî, regiunea Dnipropetrovsk, Ucraina.

## Demografie
Componența lingvistică a localității Adamivka
     Ucraineană (95,66%)
     Rusă (3,77%)
     Alte limbi (0,5%)
Conform recensământului din 2001, majoritatea populației localității Adamivka era vorbitoare de ucraineană (95,66%), existând în minoritate și vorbitori de rusă (3,77%).